# Смоленск — щит России
Музей «Смоленск — щит России» — один из смоленских музеев, посвящённый боевой истории Смоленска и его роли в истории России. Располагается в Громовой башне Смоленской крепостной стены.

## Местонахождение и история музея
Музей располагается в Громовой башне Смоленской крепостной стены, напротив здания смоленской городской администрации, по адресу: улица Октябрьской революции, дом 3. С 1932 года в Громовой башне находился музей социалистического строительства. В 1977 году здесь была открыта экспозиция, которая была посвящена боевой истории Смоленска. Нынешнее название музей получил в 1987 году. Внутренний интерьер башни сохранён.

## Экспозиция
В 2002 году, к 400-летнему юбилею Смоленской крепостной стены, в башне была открыта экспозиция, которая рассказывает о строительстве и роли крепостной стены в истории Смоленщины и России.
На третьем ярусе башни находится выставка, на которой представлены реконструированные образцы воинского снаряжения второй половины XIV — начала XV веков русских княжеств, Золотой Орды, Великого княжества Литовского и Ливонского ордена. На четвёртом ярусе находится смотровая площадка. По воскресеньям там проходят показательные выступления военно-исторического клуба. После обновления экспозиции башни на третьем ярусе разместилась временная выставка «Солдат 1812 года», которая посвящена вооружению, амуниции и снаряжению воинов русской и французской армий, участвовавших в сражениях на территории смоленской области. Все экспонаты представлены музею частными коллекционерами, реконструкторами и поисковиками.
Посетители могут пройтись по пряслу, единственному в городе месту стены, официально отведенному под туристические прогулки.